# Premi Nacional d'Arquitectura d'Espanya
El Premi Nacional d'Arquitectura d'Espanya és un premi atorgat anualment pel Ministeri d'Habitatge d'Espanya a un edifici realitzat durant l'any en curs, amb l'objectiu de promoure la innovació i qualitat en el sector de l'arquitectura. Des de 2001 el premi es dona a l'obra d'un arquitecte en comptes d'un edifici concret.

## Guardonats
(llista no completa)
- 1932 - Luis Lacasa i Eduardo Torroja Miret. Central tèrmica de la Ciutat Universitària de Madrid.
- 1933 - Fernando García Mercadal. Projecte de Museu d'art modern (no edificat).
- 1944 - Fernando Chueca Goitia
- 1946 - Francisco Javier Sáenz de Oiza. Proposta per la plaça del Azoguejo (Segòvia), en col·laboració amb L. Laorga.
- 1948 - José Antonio Corrales
- 1954 - Ramón Vázquez Molezún i Francisco Javier Sáenz de Oiza pel projecte de capella al Camí de Santiago.
- 1955 - Jorge Oteiza. Proposta de Capella al Camí de Santiago.
- 1956 - José María García de Paredes i Rafael de la Hoz- Colegio Mayor Santo Tomás de Aquino (Madrid)
- 1961 - Fernando Higueras, Rafael Moneo- Avantprojecte de Centre de Restauracions Artístiques (Madrid)
- 1963 - Antonio Fernández Alba- Convent del Rollo (Salamanca)
- 1971 - José Manuel López Pelaez, Julio Vidaurre Jofre, Model de Centre per E.G.B.
- 1973 - Alejandro de la Sota
- 1974 - Alejandro de la Sota - Aulari de la Universitat de Sevilla
- 1987- Carlos Ferrater- habitatges al carrer Bertran, 113 de Barcelona.
- 1990 - Juan Pecourt - PGOU de Torrent (València)
- 1993 - Antonio Cruz Villalón i Antonio Ortiz García - Estació de Santa Justa (Sevilla)
- 1997 - Manuel Gallego Jorreto - Museu de Belles Arts de La Coruña)
- 1998 - No concedit
- 1999 - Manuel de las Casas
- 2000 - César Portela - Estació d'autobusos de Còrdova.
- 2001 - Jose Antonio Corrales
- 2002 - Miguel Fisac
- 2003 - Antonio Fernández Alba
- 2004 - Guillermo Vázquez Consuegra - Passeig marítim de Vigo
- 2005 - Santiago Calatrava
- 2006 - Matilde Ucelay Maortúa
- 2007-2008 - No concedit
- 2009 - Carlos Ferrater
- 2010 - Lluís Clotet i Ballús
- 2011-2013 - No concedit
- 2014 - Juan Navarro Baldeweg
- 2015 - Rafael Moneo Vallés
- 2016 - José Antonio Martínez Lapeña i Elies Torres i Tur
- 2017 - No concedit
- 2018 - Manuel Gallego Jorreto
- 2019 - Álvaro Siza Vieira